# Бухтарма
Бухтарма (на казахски: Бұқтырма өзені; на руски: Бухтарма) е река в Източен Казахстан (Източноказахстанска област), десен приток на Иртиш (влива се в Бухтарминското водохранилище). Дължина 336 km. Площ на водосборния басейн 12 660 km².
Река Бухтарма води началото си от ледниците, стичащи се по северния склон на хребета Южен Алтай, част от планината Алтай. В горното си течение е бурна планинска река, течаща в тясна долина. След устието на десния си приток Берел, на протежение около 120 km протича през Бухтарминската котловина, между Катунския хребет на север и хребетите Саримсакти, Тарбагатай и Южен Алтай на юг. След напускането на котловината завива на северозапад и отново навлиза в тясна и дълбока долина. Източно от град Зиряновск излиза от планините, навлиза в Зиряновската котловина, завива на запад, долината ѝ се разширява, а течението ѝ придобива спокоен характер. При село Тургусун се влива в Бухтарминския залив на Бухтарминското водохранилище, изградено на река Иртиш. Основни притоци: леви – Саримсакти, Берьозовка; десни – Берел, Черновая, Белая, Черневая, Хамир, Тургусун, Осиновка. Има ясно изразено пролетно-лятно пълноводие. Среден годишен отток 214 m³/s. В най-долното си течение е плавателна за плиткогазещи съдове. По бреговете ѝ са разположени селищата от градски тип Малеевск и Зубовка, районният център село Паригино и множество по-малки села.